# Amebelodon
Az Amebelodon az emlősök (Mammalia) osztályának ormányosok (Proboscidea) rendjébe, ezen belül a fosszilis Amebelodontidae családjába tartozó nem.
Leginkább jellemző tulajdonsága alsó agyarainak formája, melyeknek meghosszabbodott lapos alakja ásóra vagy lapátra emlékeztet. Az Amebelodonok 8-9 millió évvel ezelőtt, a késő miocén korszakban jelentek meg Észak-Amerika középső és déli régióiban, és 6 millió évvel ezelőtt már eltűntek a kontinensről. Korábban úgy vélték, hogy a Bering-szoros helyén levő földszoroson átkelt Ázsiába, ahol Kínában több helyen is találtak rá utaló maradványokat; azonban az ázsiai és a későbbi, 5 millió éves észak-afrikai fajok manapság már nem tartoznak ebbe a nembe; át lettek sorolva a Konobelodon nevűbe.

## Taxonómiája
Az ősormányosok nagy fajon belüli változatossága miatt a pontos besorolás sokszor bizonytalan, de a nemen belül a következő fajokat lehet biztonsággal meghatározni:
- Amebelodon fricki Barbour, 1927 – típusfaj

## Életmódja
A többi családbeli nemhez hasonlóan, az Amebelodonnak is két pár agyara volt, két felső (mint a mai elefántoknál) és két alsó, melyek az állkapocsból egyenesen előreálltak. Alsó agyarai hosszúak, keskenyek és laposak voltak és egymáshoz simulva ásó formát alkottak (hasonló ásófogú ormányos volt még a Platybelodon, melynek rokonsága az Amebelodonhoz nem tisztázott). A feltételezések szerint az állat valóban ásó módjára használta agyarait, kitúrva a sekély vízből a táplálékául szolgáló növényeket. A Platybelodonon végzett kopásvizsgálatok alapján az Amebelodon az agyarával a fák kérgét is lekapargatta. Étrendje ezek szerint nem volt specializált, a folyómedrekben, és partokon valamint a mocsarakban ette a lomblevelű cserjéket és bokrokat. Bár egyes rekonstrukciókon (mint a mellékelt ábrán is) rövid ormánnyal ábrázolják, valójában hosszú, mozgékony ormánnyal rendelkezhetett.

## Fordítás
- Ez a szócikk részben vagy egészben  az   Amebelodon című angol Wikipédia-szócikk ezen változatának fordításán alapul.  Az eredeti cikk szerkesztőit annak laptörténete sorolja fel. Ez a jelzés csupán a megfogalmazás eredetét és a szerzői jogokat jelzi, nem szolgál a cikkben szereplő információk forrásmegjelöléseként.